# Isophya bureschi
Isophya bureschi är en insektsart som beskrevs av Peshev 1959. Isophya bureschi ingår i släktet Isophya och familjen vårtbitare. Inga underarter finns listade i Catalogue of Life.